# Víctor Estrada
Víctor Manuel Estrada Garibay (Matamoros, 28 de octubre de 1971) es un deportista y político mexicano. 
Compitió en taekwondo entre 1991 y 2004. Dentro de la política, se desempeñó como presidente municipal de Cuautitlán Izcalli de 2016 a 2018, cargo que ocupó como miembro del Partido Nueva Alianza (PANAL).

## Carrera deportiva
Participó en dos Juegos Olímpicos de Verano en los años 2000 y 2004, obteniendo una medalla de bronce en la edición de Sídney 2000 en la categoría de –80 kg. En los Juegos Panamericanos consiguió cuatro medallas entre los años 1991 y 2003.
Ganó una medalla en el Campeonato Mundial de Taekwondo de 1993 y cuatro medallas en el Campeonato Panamericano de Taekwondo entre los años 1992 y 1998.

### Palmarés internacional
| Juegos Olímpicos        | Juegos Olímpicos                  | Juegos Olímpicos  | Juegos Olímpicos |
| Año                     | Lugar                             | Medalla           | Categoría        |
| ----------------------- | --------------------------------- | ----------------- | ---------------- |
| 2000                    | Sídney (Australia)                | Medalla de bronce | –80 kg           |
| Campeonato Mundial      |                                   |                   |                  |
| Año                     | Lugar                             | Medalla           | Categoría        |
| 1993                    | Nueva York (Estados Unidos)       | Medalla de plata  | –83 kg           |
| Juegos Panamericanos    |                                   |                   |                  |
| Año                     | Lugar                             | Medalla           | Categoría        |
| 1991                    | La Habana (Cuba)                  | Medalla de bronce | –70 kg           |
| 1995                    | Mar del Plata (Argentina)         | Medalla de oro    | –83 kg           |
| 1999                    | Winnipeg (Canadá)                 | Medalla de oro    | –80 kg           |
| 2003                    | Santo Domingo (Rep. Dominicana)   | Medalla de oro    | +80 kg           |
| Campeonato Panamericano |                                   |                   |                  |
| Año                     | Lugar                             | Medalla           | Categoría        |
| 1992                    | Colorado Springs (Estados Unidos) | Medalla de oro    | –70 kg           |
| 1994                    | Heredia (Costa Rica)              | Medalla de oro    | –83 kg           |
| 1996                    | La Habana (Cuba)                  | Medalla de oro    | –83 kg           |
| 1998                    | Lima (Perú)                       | Medalla de oro    | –83 kg           |

### Retiro
Luego de su retiro como deportista, se convirtió en comentarista para la empresa Televisa, tanto para Juegos Panamericanos y Juegos Olímpicos. En 2008, participó como copresentador del programa Buenos Días Beijing, con Carlos Loret de Mola y Víctor Trujillo. Posteriormente, intervino como presentador en programas como Acción, La Jugada, y en los Premios Televisa Deportes; adicionalmente, hizo apariciones esporádicas en emisiones como Es de noche y ya llegue y Desmadrugados.

## Carrera política

### Militancia
A raíz de su retiro promovió la creación de su propia asociación, con el fin de continuar con la promoción y desarrollo del deporte que le vio nacer. Participó como miembro deportista del Comité de Antidopaje instalado por la Comisión de Cultura Física y Deporte por los cambios en la Ley. También fungió como delegado del ISSSTE de 2007 a 2012. Fue fundador del Partido Nueva Alianza del que fue candidato a Senador para las elecciones del 2006. En 2012 participó como Candidato a Diputado para el Congreso Local del Estado de México.

### Presidente de Cuautitlán Izcalli
En 2015, contendió a la presidencia de Cuautitlán Izcalli durante las elecciones estatales del Estado de México de 2015. En julio, ganó el cargo con el 35.64 por ciento de votos. Su periodo de gubernatura comprendió de 2016 a 2018 como miembro del Partido Revolucionario Institucional (PRI), en coalición con el Partido Verde Ecologista de México (PVEM) y el Partido Nueva Alianza (PANAL).